# Hermann Rumpelt
Dr. Hermann Rumpelt (* 1883, Německo - † 1911 ) byl asistentem na vysoké škole technické v Drážďanech. Byl významným německým horolezcem a aktivním členem Akademischer Alpen - Vereine. Byl dobrým lyžařem. Podnikl zajímavé zimní túry ve skupině Monte Rosa. V letech 1906 - 1908 navštívil Vysoké Tatry, kde udělal hodně významných prvovýstupů na Pekelník, Hlinskú věž, Zadnú baštu, Soliskové věže, Veľký Mengusovský štít od Mengusovského sedla, Čubrinu s prvním sestupem k západu a mnohé jiné. Své výstupy zveřejnil v časopise Österraichise Alpen-Zeitung v roce 1909 . Zahynul při výstupu na Gösser Wehlturm ( Saské Švýcarsko ).

## Prvovýstupy
- Prvovýstup na Pekelník
- Zimní prvovýstup na Štrbské Solisko s Güntherem Oskarem Dyhrenfurthom
- Zimní prvovýstup na Malé Solisko s Güntherem Oskarem Dyhrenfurthom
- Zimní prvovýstup na Mlynické Solisko s Dyhrenfurthom
- Zimní prvovýstup na Furkotské Solisko s Dyhrenfurthom
- Zimní prvovýstup na Zadnú Soliskovú věž s Dyhrenfurthom
- Zimní prvovýstup na Prednú Soliskovú věž s Dyhrenfurthom
- Prvozostup z Čubriny
- Prvovýstup na Hlinskú věž
- Prvovýstup na Veľký Mengusovský štít [1]